# Kosovo je Srbija

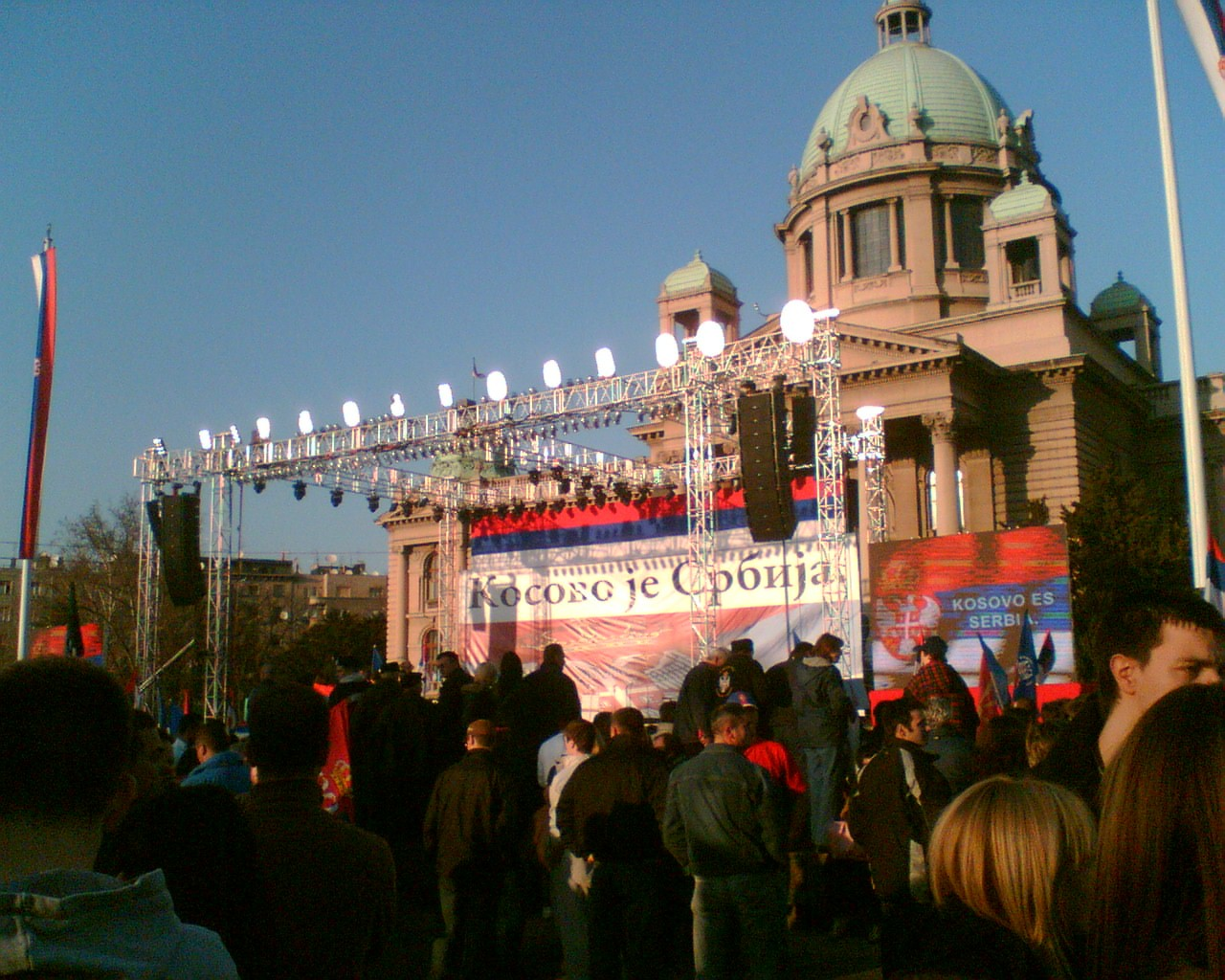
Un grupo de manifestantes, ante el edificio de la Asamblea Nacional de Serbia, en Belgrado, durante las manifestaciones de febrero de 2008 con el lema Косово је Србија.

Kosovo je Srbija, en cirílico Косово је Србија (español: Kosovo es Serbia, inglés: Kosovo is Serbia) es el eslogan utilizado por los simpatizantes de Serbia, tras la declaración de independencia de Kosovo en febrero de 2008. Este lema es utilizado por los que consideran que Kosovo es una provincia de Serbia, y ha sido empleado en múltiples actos en todo el mundo, tanto individuales como masivos.
Fue también el título genérico de la campaña de manifestaciones que tuvieron lugar en toda Serbia, especialmente en Belgrado, tras la declaración unilateral de independencia de la ex provincia autónoma de Kosovo y Metohija, a la que acudieron destacadas personalidades serbias de todos los ámbitos, y que apadrinaron el lema. Después se utilizó en otras partes del mundo.
El eslogan fue objeto de un incidente, cuando el nadador serbio Milorad Čavić, tras proclamarse campeón de Europa de 50 m mariposa y batir el récord continental en los campeonatos de 2008 celebrados en Eindhoven (Países Bajos), acudió a la ceremonia de entrega de medallas con una camiseta con la leyenda Kosovo je Srbija, y fue descalificado por la Liga Europea de Natación.
El lema se convirtió pronto en un importante fenómeno en Internet, así como en artículos como camisetas y banderas, donde fue empleado como lema por opositores a la independencia kosovar.

## Origen del lema

Mapa con la distribución por etnias en Kosovo (2005), según la Organización para la Seguridad y la Cooperación en Europa.

El término fue acuñado durante los años 1980, ante los crecientes conflictos étnicos entre la mayoría albanesa y la serbia, y adquirió gran relevancia durante la sangrienta guerra de Kosovo (1996-1999). Su utilización se oficializó con la intervención de líderes políticos radicales como Slobodan Milošević y Vojislav Šešelj.

## Contexto
La Declaración de independencia de Kosovo se produjo el 17 de febrero de 2008, y fue llevada a cabo por el Parlamento kosovar de forma unilateral, declarando la escisión de este territorio de mayoría albanesa del resto de Serbia, dando lugar a la creación de un nuevo Estado, denominado oficialmente "República de Kosovo", bajo la supervisión de los Estados Unidos y la Unión Europea.
Esta declaración dividió a los estados entre aquellos que la apoyaron, como Estados Unidos, sus principales aliados y parte de la Unión Europea; y aquellos que se opusieron, como la propia Serbia, Rusia y sus aliados, y países como España y gran parte de Latinoamérica, que se mostraron contrarios al reconocimiento de la provincia serbia como Estado independiente.

## Campaña

### Serbia

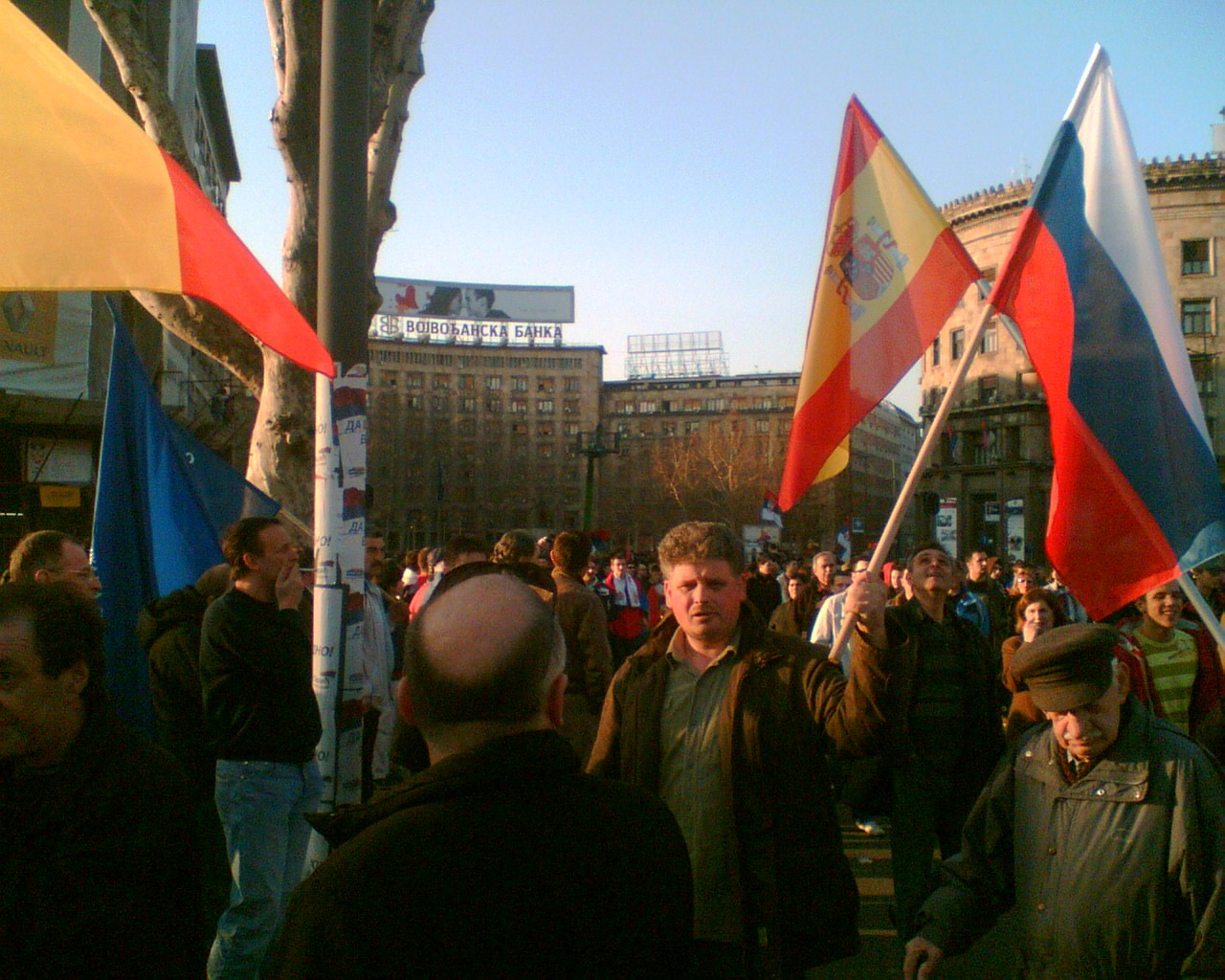
Un momento de la manifestación del 21 de febrero de 2008 en Belgrado. Obsérvense las banderas de España y Rusia, países que no reconocen la independencia de Kosovo.

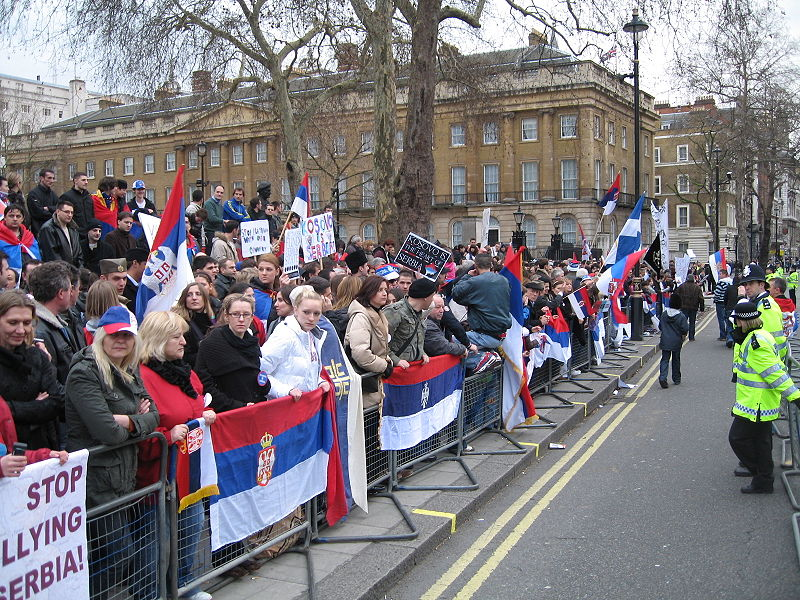
Manifestantes serbios en la calle Whitehall en Londres, el 23 de febrero de 2008.

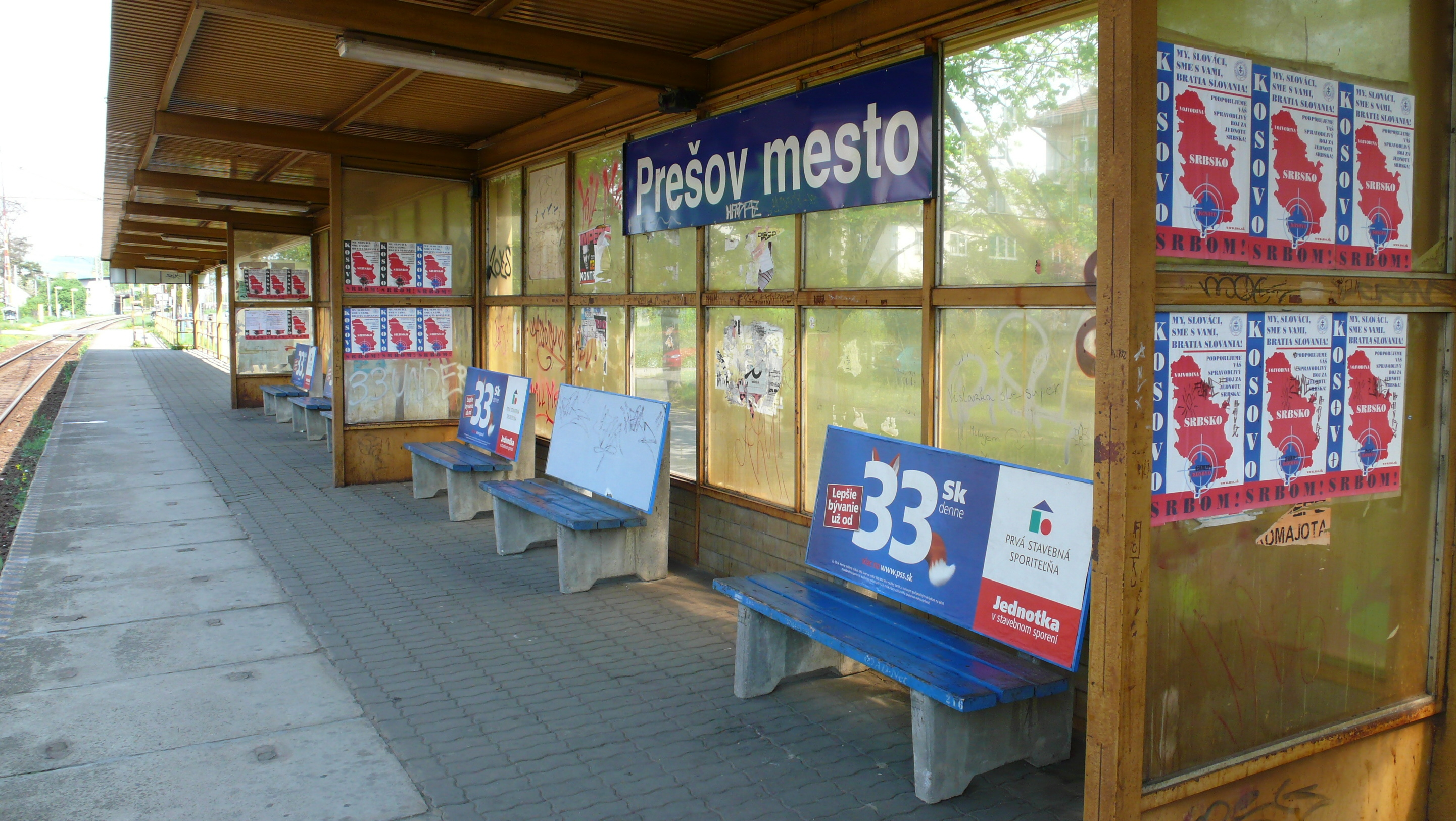
Carteles de apoyo a Serbia en la estación de tren de Prešov, en el centro en Eslovaquia.

Las reacciones en Serbia y el resto del mundo ante la independencia de Kosovo no se hicieron esperar. El 21 de febrero de 2008, una gran manifestación denominada "Косово је Србија / Kosovo je Srbija" ("Kosovo es Serbia");  se celebró en Belgrado, organizada por el gobierno serbio. Muchos de los manifestantes agitaban banderas serbias, y otros símbolos contra Estados Unidos y la Unión Europea. Al final del acto se produjeron graves incidentes, y fueron atacadas las embajadas de Estados Unidos, Turquía, Croacia y el Reino Unido. Destacadas personalidades serbias del mundo del arte, la cultura, la política y el deporte se adhirieron a la campaña y participaron en la manifestación:
- Vojislav Koštunica, primer ministro (Partido Democrático de Serbia).
- Tomislav Nikolić, líder del Partido Radical Serbio, en la oposición.
- Milorad Dodik, primer ministro de la República Srpska.
- Andrija Mandić, líder del Partido Popular de Montenegro, en la oposición en Montenegro.
- Predrag Popović, político montenegrino del mismo partido.
- Dejan Bodiroga, jugador de baloncesto.
- Emir Kusturica, director de cine.
- Novak Đoković, jugador de tenis.
- Ivana Žigon, actriz.
- Nenad Jezdić, actor.
- Nataša Tapušković, actriz.
- Aleksandar Karađorđević, príncipe heredero del trono de Yugoslavia, y jefe de la Casa Real de Karađorđević.

Todas las ciudades importantes de Serbia celebraron además concentraciones con el lema Косово је Србија.

### Resto del mundo
La comunidad serbia del resto del mundo se adhirió a la campaña y se celebraron manifestaciones en diferentes ciudades:
- Estados Unidos: Los manifestantes se concentraron ante la Sede de la Organización de las Naciones Unidas en Nueva York,[10] y en otras varias ciudades con importante comunidad serbia, como Chicago, Los Ángeles y San Francisco.
- En las zonas de mayoría serbia de Kosovo se produjeron concentraciones masivas secundando la campaña, y se produjeron graves incidentes en Kosovska Mitrovica al enfrentarse a la policía kosovar y a miembros de KFOR.[11]
- En Banja Luka se produjo la mayor manifestación de Bosnia y Herzegovina.[12]
- España: Concentraciones bajo el lema "Kosovo es Serbia" en las ciudades de Madrid y Barcelona.[13]

Estas concentraciones se repartieron por otras partes del mundo como París, Moscú, Atenas, Londres, Viena, Toronto, Calgary o Sídney, todas unificadas bajo el mismo lema.

## Campaña oficial
El gobierno serbio de Boris Tadić lanzó una campaña mediática con grandes carteles publicitarios en los que se podía ver imágenes de líderes políticos como George Washington, Winston Churchill, Charles de Gaulle, Willy Brandt, Abraham Lincoln, John F. Kennedy y Barack Obama junto a frases pronunciadas por estos y aplicadas al contexto de Kosovo, presididas por la frase Косово је Србија en grandes caracteres.

## Incidente Čavić
El 21 de marzo, durante el Campeonato Europeo de Natación de 2008 celebrado en Eindhoven (Países Bajos), el nadador serbio Milorad Čavić logró la medalla de oro y el récord europeo en la categoría de 50 m mariposa, imponiéndose al ucraniano Sergéi Breus y al español Rafael Muñoz Pérez, con un tiempo de 23,11 s.
Čavić acudió a la ceremonia de la entrega de medallas con una camiseta roja con el logo "Косово је Србија", y tras la celebración de la misma, la Liga Europea de Natación (LEN) decidió su descalificación al considerar que había violado los códigos de seguridad de la federación. El presidente serbio Boris Tadić condenó enérgicamente la decisión de la LEN, y dijo que Čavić actuó "guiado por el sentimiento de injusticia que vivía el país".

## Suspensión del Rumanía-Kosovo
El 12 de septiembre de 2023, durante el transcurso en Bucarest del encuentro correspondiente a la clasificación para la Eurocopa 2024 entre Rumanía y Kosovo, el árbitro suspendió durante una hora el partido por la presencia en uno de los fondos de una pancarta con el lema Kosovo je Srbija y los cánticos constantes de los aficionados rumanos en favor de Serbia.